# A431 road
Die A431 ist eine A road zwischen Bristol und Bath in England. Sie verläuft im Abstand von rund 3 mi (5 km) nördlich parallel zur A4 road, der Hauptstrecke zwischen Bristol und Bath südlich des River Avon.

## Straßenverlauf
Die A431 beginnt bei St George, etwa eine Meile östlich der Innenstadt von Bristol, wo sie von der nach Chippenham führenden A420 road abzweigt. Von dort aus führt sie durch Hanham, Longwell Green, Bitton und Kelston. Sie verläuft um den Kelston Round Hill, mündet hinter der Residenz von Sir John Hawkins im Vorort Newbridge von Bath in die A4 und führt in die Stadtmitte von Bath. Teile der Straße sind auf Trassen einstiger Römerstraßen gebaut.

## Geschichte
Was die heutige A431 ist, war die obere Mautstraße zwischen Bristol und Bath, nördlich des Flusses Avon, die untere Mautstraße südlich des Avon die A4. Beide Straßen wurden im Abkommen von Bath, dem „Bath Trust“ im Jahre 1707 zu Mautstraßen erklärt. Im Abkommen von Bristol wurde versucht, die westliche Hälfte der oberen Straße gegen die Opposition von Colliers in Kingswood zu tauschen, deren Bau erst in den 1740er-Jahren vollständig abgeschlossen war. Im 19. Jahrhundert wurde die obere Straße von Bristol nach Kelston als „angenehme und fast ebene Fahrt“ bezeichnet.
Als die Straßen 1923 erstmals nummeriert wurden, wurde die A431 dem vollen Ausbau der oberen Route zwischen Bristol und Bath bis zur alten Post an der Ecke George Street und Milsom Street zugeteilt. Im Jahr 1935 teilte das Verkehrsministerium die Strecke Bristol bis Avonmouth der A4 zu sowie das restliche Teilstück der A431 bis zu ihrem derzeitigen östlichen Ende im Vorort Newbridge von Bath.

## Ereignisse
Im Februar 2014 wurde die Straße bei Kelston Park wegen eines Erdrutsches gesperrt. Während der Sperrung rutschte am 17. November 2014 weiterer Untergrund der Straße ab. Der in der Nähe wohnende Mike Watts legte eine private Mautstraße über die benachbarten Felder an, um das gesperrte Teilstück zu umgehen. Diese eröffnete er im August 2014.